# Leptopteromyia lopesi
Leptopteromyia lopesi là một loài ruồi trong họ Asilidae. Leptopteromyia lopesi được Martin miêu tả năm 1971. Loài này phân bố ở vùng Tân nhiệt đới.